# Ariadna solitaria
Ariadna solitaria là một loài nhện trong họ Segestriidae.
Loài này thuộc chi Ariadna. Ariadna solitaria được Eugène Simon miêu tả năm 1891.